# Yaou Aïssatou
Yaou Aïssatou (Tcheboa, Bénoué, 28 de novembre de 1951) és una política i economista camerunesa, Directora General de la Société Nationale d'Investissement del Camerun (SNI). Ha estat la primera dona a ocupar el càrrec de Ministra de la Dona al seu país.
Va néixer a Tcheboa, a la regió del Nord, on va assistir a l'institut. Va cursar el batxillerat en francès al Lycée Technique de Douala, on es va graduar el 1971. Després va estudiar Ciències Econòmiques a la Universitat de Rouen, a França, on es va llicenciar el 1975. De tornada al Camerun, va començar a treballar el novembre del mateix any a la SNI com a directora adjunta de finances un temps abans d'anar-se'n, aquest cop als Estats Units, per estudiar a la Universitat de Georgetown i a la Claremont Graduate School, on es va graduar en un Màster en administració d'empreses.
Va tornar al seu país natal el 1979 i de nou va tornar a treballar per a la SNI com a directora adjunta de finances. El febrer de 1984 va ocupar el seu primer càrrec ministerial com a primera Ministra d'Afers de les Dones. El març de 1985 va substituir a Delphine Zanga Tsogo com a presidenta de l'oficina nacional de l'Organització de les Dones del Moviment Democràtic Popular del Camerun, i va ser promoguda el maig de 1988 al càrrec de Ministra d'Afers de les Dones i Afers Socials, que ocupà fins a l'abril de 2000. El 2009 fou nomenada per Decret Presidencial al capdavant de la SNI, reemplaçant-hi Esther Dang Belibi.
Considerada una dona compromesa, ha creat associacions per al desenvolupament de les dones, entre les quals la Professional Women Association per ajudar les dones cameruneses a fer-se càrrec del seu destí professional. Amb la IV Conferència Internacional sobre la Dona celebrada a Pequín el 1995, va aconseguir que el Camerun participés en el gran fòrum mundial sobre dones.